# Луїза Валькер
Луїза Валкер (нім. Luise Walker; 9 вересня 1916, Відень — 30 січня 1998, там же) — австрійська класична гітаристка.
Вчитися грати на гітарі почала з восьми років у Йозефа Цута, потім у Віденському університеті музики у Якоба Ортнера, удосконалювалася у Генріха Альберта та Мігеля Льобета. З 1940 року почала викладати та активно концертувати по всьому світу. Репертуар Валькер включав практично всі класичні та сучасні твори для гітари, багато з яких вона записала на платівки та компакт-диски. Маючи блискучу техніку і особливе, майже оркестрове звучання інструменту, Валькер мала великий успіх у публіки. Крім сольного репертуару, вона також виконувала камерну музику — квартети Паганіні, тріо Шуберта та ін.
Поряд з Ідою Прести та Марією Луїзою Анідо Валькер вважається однією з найкращих жінок-гітаристів XX століття. До похилого віку вона займалася викладанням, написала низку етюдів та навчальних посібників.
У 1989 році вийшла друк її автобіографія «Життя з гітарою» (нім. Ein Leben mit der Gitarre).